# Gabarda
Gabarda (en valenciano y oficialemente, Gavarda) es un municipio de la Comunidad Valenciana, España. Perteneciente a la provincia de Valencia, en la comarca de la Ribera Alta.

## Geografía
Integrado en la comarca de Ribera Alta, se sitúa a 51 kilómetros de la capital valenciana. El término municipal está atravesado por la Autovía del Mediterráneo (A-7) y por carreteras locales que conectan con Antella y Alcántara de Júcar. La superficie del término municipal es plana, excepto la parte norte y noreste, que es una pequeña zona montañosa conocida como Loma Llarga, donde se encuentra el municipio nuevo de Gabarda. El río Júcar hace de límite meridional. El río, junto con la Acequia Real del Júcar, rodean el pueblo antiguo. La altitud oscila entre los 180 m al norte (Loma Llarga) y los 25 m a orillas del río Júcar. El casco antiguo se alza a 33 m sobre el nivel del mar. 
| Noroeste: Antella y Alberique | Norte: Alberique                           | Noreste: Alberique               |
| Oeste: Antella                |                                            | Este: Villanueva de Castellón    |
| Suroeste: Antella y Cárcer    | Sur: Cárcer, Alcántara de Júcar y Benegida | Sureste: Villanueva de Castellón |

### Barrios y pedanías
En la actualidad el municipio está diseminado en tres núcleos urbanos, el casco antiguo, el nuevo emplazamiento (construido tras la riada de 1982), que cuenta con el mayor número de población y el barrio de Villariezo.

## Historia
En la Iglesieta restos de fortificación. Materiales: tésera de plomo, cerámica común, TS, cerámica medieval junto a materiales eneolíticos de un asentaminento anterior. En área próxima, restos de muros y abundante cerámica en superficie.
El origen de este pueblo debió de ser una alquería musulmana. En 1250 el rey Jaime I repartió entre seis hombres cuatro jovades de tierra a cada uno, y la dio a poblar a catorce cristianos, entre ellos Lope Ximénez que se quedó con la jurisdicción. En 1268 el pueblo pertenecía a la señoría de Artal, caballero que había comprado dicho año las alquerías de Alcocer, Paixarell y Gabarda a Elvira López, mujer de García Pérez de Castiella, y hermana de Lope Ximénez. Desde principios del siglo XIV se documenta como señor a Francesc de Pròxita. El señorío perteneció a los Pròxita hasta finales del siglo XV. En el año 1407 el rey Martín I el Humano concedió la jurisdicción total de Gabarda a Olf de Pròxita. En 1489 pasó a manos de Don Pedro de Mendoza, quien el año 1490 le otorgó este señorío a su hijo Rodrigo de Mendoza, Marqués de Cenete. Posteriormente con el paso del tiempo acabó a manos del duque del Infantado el cual construyó nuevas casas incrementando así su población.
El año 1609 quedó despoblado en ser expulsadas las 40 familias moriscas que vivían en su demarcación, y el señor territorial le otorgó una Carta puebla en 1612, aunque sólo consiguió atraer 13 familias (1646) que apenas crecerían en número hasta finales del siglo XVIII. Tras las grandes inundaciones del 4 de octubre de 1779, se trasladaron a Gabarda unas familias de las aldeas de Paixarell y Alcocer, las cuales quedaron totalmente despobladas.
Durante el siglo XIX la población creció con un ritmo muy rápido hasta septuplicar el número de habitantes, iniciándose después una ligera bajada hasta quedar en 1250 habitantes según el censo de 1991. Tras sufrir la gran inundación del 1982 se decidió trasladar el pueblo a un lugar próximo más alto, donde no hubiera riesgo de riadas, y durante los años siguientes se construyó el nuevo asentamiento al que se trasladó la mayor parte de la gente, aunque algunas familias se resisten a abandonar el viejo pueblo.

## Demografía
Gabarda cuenta con una población de 1036 habitantes (INE 2024).
| Gráfica de evolución demográfica de Gabarda entre 1842 y 2021                                                       |
| |
| Población de derecho según los censos de población del INE Población de hecho según los censos de población del INE |

## Economía
La agricultura es la actividad más importante. Está basada en el cultivo de la mandarina y la naranja y en el comercio de ambas. También hay cultivos de huerta tradicional y apenas quedan algunos olivos y algarrobos. A partir de los años 60 del pasado siglo empieza una importante crisis, y la agricultura entra en un periodo de recesión. Ahora se encuentra en una fase de transformación. Por lo que se refiere a la industria, se reduce al envasado y la comercialización de las frutas y hortalizas y naranjas y también existe industria textil.

#### Evolución de la deuda viva
El concepto de deuda viva contempla sólo las deudas con cajas y bancos relativas a créditos financieros, valores de renta fija y préstamos o créditos transferidos a terceros, excluyéndose, por tanto, la deuda comercial.
| Gráfica de evolución de la deuda viva del ayuntamiento entre 2008 y 2014                             |
| |
| Deuda viva del ayuntamiento en miles de Euros según datos del Ministerio de Hacienda y Ad. Públicas. |

La deuda viva municipal por habitante en 2014 ascendía a 0 €.

## Administración y política
| Periodo   | Nombre                                  | Partido       |
| --------- | --------------------------------------- | ------------- |
| 1979-1983 | Vicente Benacloche Guillem              | PSPV-PSOE     |
| 1983-1987 | Vicente Benacloche Guillem              | PSPV-PSOE     |
| 1987-1991 | Vicente Benacloche Guillem              | Independiente |
| 1991-1995 | Vicente Benacloche Guillem              | PSPV-PSOE     |
| 1995-1999 | Vicente Benacloche Guillem              | PSPV-PSOE     |
| 1999-2003 | Pere Lluís Núñez Dom./Pere Ll. Muñoz F. | PP / BNV      |
| 2003-2007 | Pere Lluís Muñoz Femenía                | BNV-EV        |
| 2007-2011 | Adela Martínez Corbí                    | Independents  |
| 2011-2015 | Vicente Mompó Aledo                     | PP            |
| 2015-2019 | Vicente Mompó Aledo                     | PP            |
| 2019-2023 | Vicente Mompó Aledo                     | PP            |

En las elecciones municipales de 2019 el PPCV sacó 7 de los 9 concejales y el 69,61 % de los votos, Compromís obtuvo 2 concejales y el 21,82 % de los votos y el PSPV-PSOE no obtuvo representación ya que sacó el 8,43 % de los votos.
El alcalde, Vicente Mompó, es desde el 15 de julio de 2020 el presidente del PP de la provincia de Valencia.

## Patrimonio

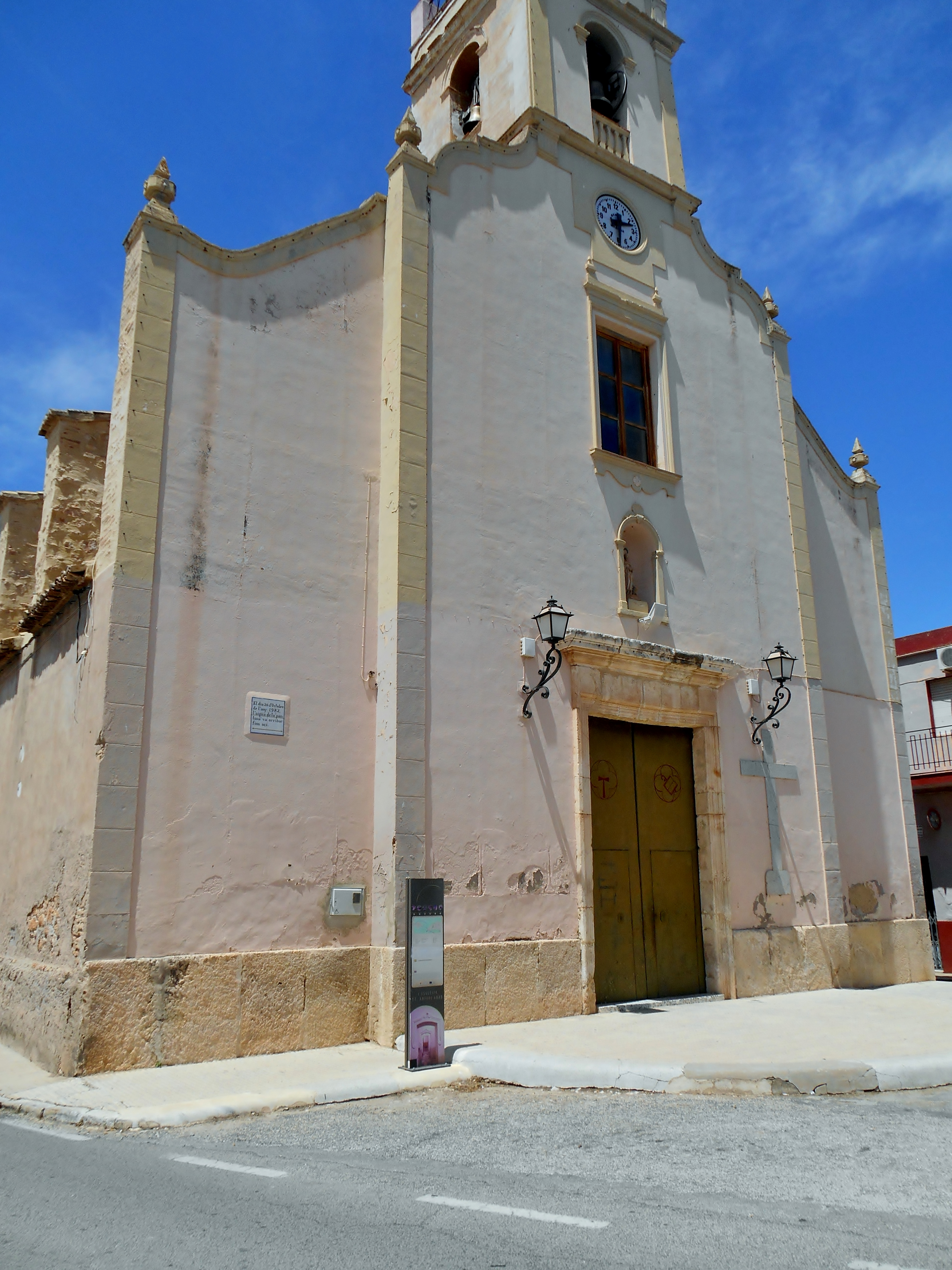
Iglesia parroquial

- Iglesia parroquial. La iglesia parroquial del casco antiguo de Gabarda fue construida en 1870 y dedicada en San Juan Bautista y San Antonio Abad. Es de una sola nave con capillas laterales. Destaca encima de la portada una torre rematada por una escultura de San Antonio.
- El Puente del Rey (pont del Rei). Construcción de finales del siglo XVIII (1786), es el fruto de un proyecto de nuevas vías de comunicación del reinado de Carlos III, el primer intento de construir una carretera sobre el río Júcar. Se sitúa a la izquierda de la autovía Valencia-Albacete poco antes de atravesar el río Júcar. En cuanto a la construcción de esta emblemática estructura es preciso hacer obligada referencia al denominado Nuevo Camino Real, abierto entre los años 1765 y 1778.
- La Batería. Son los restos de una fortificación del siglo XVIII, reutilizada durante la Guerra de la Independencia española en el siglo XIX. Su planta es cuadrada, con torretas semicirculares en las esquinas, con contrafuertes de 0,95 m de alzada y 0,62 m de anchura en la base y 0,30 m en la parte superior. La anchura mediana de los muros es de 0,60 m.
- El Puente de Hierro (pont de Ferro). El Puente de Hierro del río Júcar es de principios del siglo XX (1917). Sobre él pasa la carretera Real de Valencia a Albacete dentro del itinerario de la N-340 entre Gabarda y Benegida. Posee un arco de hierro de 70 m de luz y 137 m de longitud. Fue construido por la empresa Maquinista Terrestre y Marítima.

## Fiestas locales
- Baile de Piñata. Es el carnaval de Gavarda. Se organiza sábado tras el Miércoles de Ceniza.
- San Antonio Abad. Se celebran estas fiestas el fin de semana tras el 17 de enero. El viernes hacia las 12 de la noche se planta la gran hoguera. El sábado se procede a la "Cremá" que consiste en hacer arder la hoguera y, al acabar, cuando ya hay brasa, se tuesta carne, embutidos, sardinas y también hay orquesta. Domingo tras la recogida de festeros, se hace la misa y el reparto de panes benditos. Por la tarde se realiza la procesión.
- Fiestas al Corazón de Jesús. Se suele organizar quince días tras el Corpus. Duran dos días: la víspera, con cabalgata y el día de la fiesta con misa y procesión.
- Fiestas Mayores. En honor a San Vicente Ferrer y la Inmaculada Concepción. Se celebran el fin de semana después de Pascua. Hay tres noches de fiesta con tres días llenos de actividades para todos: Las mascletás, los fuegos de artificio, bailes con orquesta, el teatro infantil, los pasacalles y el festival de bandas de música.

## Gastronomía
Los platos típicos son el arroz al horno, "arroz con judías y acelgas" y la paella. Los dulces típicos son: el "arnadí" y las monas de rollo y de trenza para las Pascuas. La "Torta Cristina" y "brazo de gitano" para las fiestas patronales. En Todos Santos se hacen las Hogazas o también denominadas "tortas de Todos Santos" hechas con nueces, pasas y almendra. En Navidad las coquetas de cacao y los rosquillas de anís.